# Gran Premio del Sudafrica 1978
Il Gran Premio del Sudafrica 1978 è stata la terza prova della stagione 1978 del Campionato mondiale di Formula 1. Si è corsa sabato 4 marzo 1978 sul Circuito di Kyalami. La gara è stata vinta dallo svedese Ronnie Peterson, su Lotus-Ford Cosworth; per il vincitore si trattò del nono successo nel mondiale. Ha preceduto sul traguardo il francese Patrick Depailler su Tyrrell-Ford Cosworth e il britannico John Watson su Brabham-Alfa Romeo. La gara fu il trecentesimo gran premio valido come prova del campionato mondiale di Formula 1.

## Vigilia

### Sviluppi futuri
La Scuderia Ferrari minacciò l'abbandono della FOCA, l'associazione che riuniva i costruttori. La Ferrari si lamentava del fatto che le decisioni assunte nel dicembre del 1977, in una riunione svolta a Modena, che prevedevano che a Enzo Ferrari fosse lasciata la gestione sportiva dell'associazione, fossero poi state modificate in una successiva riunione tenuta a Londra il 1º febbraio 1978. In questa riunione la carica di Bernie Ecclestone, patron della Brabham, e presidente amministrativo della FOCA, era stata ampliata anche a presidente esecutivo.
Venne messa in dubbio la tenuta del Gran Premio di Long Beach in quanto gli organizzatori non avevano ancora saldato l'ingaggio per le scuderie dell'anno precedente.

### Aspetti tecnici
La Ferrari presentò il modello 312 T3, mentre la Brabham fece esordire la BT46A. L'esordiente francese Martini portò il modello Mk23. Tico Martini, patron della scuderia, aveva già ottenuto grossi risultati nelle serie minori, come la Formula 2 e la Formula 3, tanto che suoi telai avevano già vinto la F2 europea nel 1975 e 1977. La rientrante Renault si affidò ancora agli pneumatici Michelin.

### Aspetti sportivi
Lo svolgimento del gran premio fu in dubbio fino al 24 gennaio poi, grazie all'arrivo di nuovi sponsor, la gara venne confermata.
All'Arrows, oltre Patrese, viene iscritto anche Rolf Stommelen, che mancava dal Gran Premio d'Italia 1976, corso con la Brabham. Stommelen, di fatto, sostituì Gunnar Nilsson, gravemente malato. Al posto di Nilsson venne prospettato anche l'ingaggio di Ian Scheckter, pilota sudafricano.
La Theodore iscrisse un esordiente, il finlandese Keke Rosberg, al posto di Eddie Cheever che sostituì invece Divina Galica alla Hesketh. Rosberg aveva chiuso al sesto posto il Campionato europeo di Formula 2 1977.
La Martini affidò la sua vettura all'esordiente René Arnoux, pilota che con un telaio della casa francese aveva vinto la Formula 2 nel 1977. L'altra scuderia francese che fece l'esordio, anche se solo stagionale, la Renault, portò Jean-Pierre Jabouille, come l'anno precedente. L'Ensign confermò, rispetto ai due gran premi sudamericani, il solo Lamberto Leoni. Venne messa in dubbio la prosecuzione del rapporto tra la Surtees e Vittorio Brambilla, ma il pilota monzese alla fine partecipò al gran premio.

## Qualifiche

### Resoconto
Nella prima sessione di prove il miglior crono fu fatto da Niki Lauda su Brabham. L'austriaco chiuse in 1'14"65, precedendo Mario Andretti e James Hunt. Inizialmente il miglior tempo era stato attribuito proprio al britannico (in 1'14"34) ma, successivamente, non avendo nessun altro cronometristra segnalato tale tempo, non venne confermato. Lauda fu anche protagonista di un incidente con Jean-Pierre Jarier: la sua vettura colpì quella del francese che decollò parzialmente. Non vi furono conseguenze fisiche per i piloti.
Il venerdì la pista peggiorò, e nessuno fu capace di battere il tempo fatto segnare da Lauda il giorno precedente. Per l'austriaco fu la prima pole ottenuta con la Brabham, la ventiquattresima, e ultima, nel mondiale. All'epoca Lauda era il terzo pilota per numero di pole, dopo Jim Clark e Juan-Manuel Fangio. La prima fila venne confermata per Mario Andretti (che usò il muletto dopo i problemi all'accensione della vettura titolare nelle libere), mentre Hunt e Patrick Tambay conquistarono la seconda fila. Finirono dietro le Ferrari, penalizzate da l'assenza di vere gomme Michelin da qualifica.

### Risultati
Nella sessione di qualifica si è avuta questa situazione:
| Pos                     | Nº | Pilota                | Costruttore              | Tempo   | Griglia |
| ----------------------- | -- | --------------------- | ------------------------ | ------- | ------- |
| 1                       | 1  | Niki Lauda            | Brabham-Alfa Romeo       | 1'14"65 | 1       |
| 2                       | 5  | Mario Andretti        | Lotus-Ford Cosworth      | 1'14"90 | 2       |
| 3                       | 7  | James Hunt            | McLaren-Ford Cosworth    | 1'15"14 | 3       |
| 4                       | 8  | Patrick Tambay        | McLaren-Ford Cosworth    | 1'15"30 | 4       |
| 5                       | 20 | Jody Scheckter        | Wolf-Ford Cosworth       | 1'15"32 | 5       |
| 6                       | 15 | Jean-Pierre Jabouille | Renault                  | 1'15"36 | 6       |
| 7                       | 35 | Riccardo Patrese      | Arrows-Ford Cosworth     | 1'15"48 | 7       |
| 8                       | 12 | Gilles Villeneuve     | Ferrari                  | 1'15"50 | 8       |
| 9                       | 11 | Carlos Reutemann      | Ferrari                  | 1'15"52 | 9       |
| 10                      | 2  | John Watson           | Brabham-Alfa Romeo       | 1'15"62 | 10      |
| 11                      | 6  | Ronnie Peterson       | Lotus-Ford Cosworth      | 1'15"94 | 11      |
| 12                      | 4  | Patrick Depailler     | Tyrrell-Ford Cosworth    | 1'15"97 | 12      |
| 13                      | 3  | Didier Pironi         | Tyrrell-Ford Cosworth    | 1'16"38 | 13      |
| 14                      | 26 | Jacques Laffite       | Ligier-Matra             | 1'16"40 | 14      |
| 15                      | 14 | Emerson Fittipaldi    | Fittipaldi-Ford Cosworth | 1'16"47 | 15      |
| 16                      | 9  | Jochen Mass           | ATS-Ford Cosworth        | 1'16"60 | 16      |
| 17                      | 10 | Jean-Pierre Jarier    | ATS-Ford Cosworth        | 1'17"12 | 17      |
| 18                      | 27 | Alan Jones            | Williams-Ford Cosworth   | 1'17"16 | 18      |
| 19                      | 30 | Brett Lunger          | McLaren-Ford Cosworth    | 1'17"30 | 19      |
| 20                      | 19 | Vittorio Brambilla    | Surtees-Ford Cosworth    | 1'17"32 | 20      |
| 21                      | 36 | Rolf Stommelen        | Arrows-Ford Cosworth     | 1'17"49 | 21      |
| 22                      | 25 | Héctor Rebaque        | Lotus-Ford Cosworth      | 1'17"50 | 22      |
| 23                      | 18 | Rupert Keegan         | Surtees-Ford Cosworth    | 1'17"57 | 23      |
| 24                      | 32 | Keke Rosberg          | Theodore-Ford Cosworth   | 1'17"62 | 24      |
| 25                      | 24 | Eddie Cheever         | Hesketh-Ford Cosworth    | 1'17"83 | 25      |
| 26                      | 37 | Arturo Merzario       | Merzario-Ford Cosworth   | 1'18"15 | 26      |
| Vetture non qualificate |    |                       |                          |         |         |
| NQ                      | 31 | René Arnoux           | Martini-Ford Cosworth    | 1'18"21 | NQ      |
| NQ                      | 17 | Clay Regazzoni        | Shadow-Ford Cosworth     | 1'18"30 | NQ      |
| NQ                      | 22 | Lamberto Leoni        | Ensign-Ford Cosworth     | 1'18"38 | NQ      |
| NQ                      | 16 | Hans-Joachim Stuck    | Shadow-Ford Cosworth     | 1'18"45 | NQ      |

## Gara

### Resoconto
La pioggia del mattino lasciò spazio al sole per la gara. Mario Andretti e Jody Scheckter scattarono meglio di Niki Lauda che si ritrovò così terzo, seguito da James Hunt, Jean-Pierre Jabouille e Riccardo Patrese, scattato dalla settima piazza. Chi partì male fu Patrick Tambay, quarto in griglia, che bruciò la frizione e si trovò ultimo, al termine del primo giro.
Patrese passò Jabouille già al quarto giro e scalò di un'ulteriore posizione quando, due giri dopo, James Hunt si ritirò col motore rotto. Dalle retrovie stava rinvenendo Patrick Depailler che passò John Watson e Jean-Pierre Jabouille, mentre Patrese riusciva ad accodarsi alla coppia Scheckter-Lauda. Al giro 19 il padovano dell'Arrows prese una posizione anche a Lauda e entrò sul podio virtuale della gara.
Mario Andretti condusse la gara fino a quando gli pneumatici non si surriscaldarono: fu poi passato da Scheckter e Patrese. Patrese conquistò la vetta della gara al ventisettesimo giro, con un sorpasso alla prima staccata. Continuava anche la rincorsa di Depailler: passò Andretti al giro 24 e Lauda al giro 26. La classifica vedeva perciò in testa Riccardo Patrese, seguito da Jody Scheckter, Patrick Depailler, Niki Lauda, Mario Andretti, John Watson e Jean-Pierre Jabouille. Due giri dopo il francese della Tyrrell sorpassò anche il pilota locale Scheckter, e si pose al secondo posto. Scheckter peggiorò il suo ritmo e venne presto passato anche da Lauda e Andretti.
Al giro 52 si ritirò Lauda per un guasto all'impianto dell'olio del motore, e l'altro pilota della Brabham, Watson, rovinò la sua gara con un testacoda, che gli costò una posizione. Ora dietro a Patrese e Depailler, c'era Mario Andretti, seguito da Ronnie Peterson. Intanto, al giro 53, Rupert Keegan perse dell'olio dalla sua monoposto, prima della parte mista del tracciato. Tre giri dopo Carlos Reutemann non si avvide del pericolo e finì fuori pista, ritirandosi.
La gara di Riccardo Patrese terminò a 15 giri dal termine, per un guasto al propulsore. Prese il comando Patrick Depailler, seguito da Andretti, Peterson, Watson, Jones e Laffite.
Mario Andretti era però penalizzato dalla poca benzina rimastagli, così venne passato da Ronnie Peterson, a tre giri dal termine. L'italoamericano sarà poi costretto a una sosta ai box per aggiungere del carburante e poter finire la gara, anche se fuori dalla zona dei punti.
All'inizio dell'ultimo giro Patrick Depailler godeva ancora di buon vantaggio su Peterson. Alla prima staccata, quella della Crowthorne, Depailler doppiò Rebaque ma, dalla sua vettura, uscivano dei fumi azzurrognoli che indicavano che anche la Tyrrell del francese era rimasta senza benzina. Peterson raggiunse la vettura del francese: le due macchine viaggiarono ruota contro ruota nel tratto centrale del circuito. Depailler riuscì a mettere il suo musetto avanti all'altezza della Sunset ma, all'uscita della curva a sinistra Clubhouse, Peterson affiancò la Tyrrell ormai all'asciutto e alle Esses passò in testa e condusse fino all'arrivo. Per lo svedese fu la nona vittoria nel mondiale, la prima dal Gran Premio d'Italia 1976. Dietro fu comunque secondo Depailler; terzo Watson, poi Alan Jones, Jacques Laffite e Didier Pironi, che chiuse la zona punti.

### Risultati
I risultati del gran premio furono i seguenti:
| Pos | No | Pilota                | Costruttore              | Giri | Tempo/Ritiro   | Pos. Griglia | Punti |
| --- | -- | --------------------- | ------------------------ | ---- | -------------- | ------------ | ----- |
| 1   | 6  | Ronnie Peterson       | Lotus-Ford Cosworth      | 78   | 1h42'15"767    | 12           | 9     |
| 2   | 4  | Patrick Depailler     | Tyrrell-Ford Cosworth    | 78   | + 0"466        | 11           | 6     |
| 3   | 2  | John Watson           | Brabham-Alfa Romeo       | 78   | + 4"442        | 10           | 4     |
| 4   | 27 | Alan Jones            | Williams-Ford Cosworth   | 78   | + 30"986       | 18           | 3     |
| 5   | 26 | Jacques Laffite       | Ligier-Matra             | 78   | + 1'09"218     | 13           | 2     |
| 6   | 3  | Didier Pironi         | Tyrrell-Ford Cosworth    | 77   | + 1 giro       | 14           | 1     |
| 7   | 5  | Mario Andretti        | Lotus-Ford Cosworth      | 77   | + 1 giro       | 2            |       |
| 8   | 10 | Jean-Pierre Jarier    | ATS-Ford Cosworth        | 77   | + 1 giro       | 17           |       |
| 9   | 36 | Rolf Stommelen        | Arrows-Ford Cosworth     | 77   | + 1 giro       | 22           |       |
| 10  | 25 | Héctor Rebaque        | Lotus-Ford Cosworth      | 77   | + 1 giro       | 21           |       |
| 11  | 30 | Brett Lunger          | McLaren-Ford Cosworth    | 76   | + 2 giri       | 20           |       |
| 12  | 19 | Vittorio Brambilla    | Surtees-Ford Cosworth    | 76   | + 2 giri       | 19           |       |
| Rit | 35 | Riccardo Patrese      | Arrows-Ford Cosworth     | 63   | Motore         | 7            |       |
| Rit | 20 | Jody Scheckter        | Wolf-Ford Cosworth       | 59   | Testacoda      | 5            |       |
| Rit | 8  | Patrick Tambay        | McLaren-Ford Cosworth    | 56   | Incidente      | 4            |       |
| Rit | 12 | Gilles Villeneuve     | Ferrari                  | 55   | Perdita d'olio | 8            |       |
| Rit | 11 | Carlos Reutemann      | Ferrari                  | 55   | Testacoda      | 9            |       |
| Rit | 1  | Niki Lauda            | Brabham-Alfa Romeo       | 52   | Motore         | 1            |       |
| Rit | 18 | Rupert Keegan         | Surtees-Ford Cosworth    | 52   | Motore         | 23           |       |
| Rit | 9  | Jochen Mass           | ATS-Ford Cosworth        | 43   | Motore         | 15           |       |
| Rit | 37 | Arturo Merzario       | Merzario-Ford Cosworth   | 39   | Sospensione    | 26           |       |
| Rit | 15 | Jean-Pierre Jabouille | Renault                  | 38   | Motore         | 6            |       |
| Rit | 32 | Keke Rosberg          | Theodore-Ford Cosworth   | 15   | Frizione       | 24           |       |
| Rit | 14 | Emerson Fittipaldi    | Fittipaldi-Ford Cosworth | 9    | Trasmissione   | 16           |       |
| Rit | 24 | Eddie Cheever         | Hesketh-Ford Cosworth    | 8    | Perdita d'olio | 25           |       |
| Rit | 7  | James Hunt            | McLaren-Ford Cosworth    | 5    | Motore         | 3            |       |
| NQ  | 31 | René Arnoux           | Martini-Ford Cosworth    |      |                |              |       |
| NQ  | 17 | Clay Regazzoni        | Shadow-Ford Cosworth     |      |                |              |       |
| NQ  | 23 | Lamberto Leoni        | Ensign-Ford Cosworth     |      |                |              |       |
| NQ  | 16 | Hans-Joachim Stuck    | Shadow-Ford Cosworth     |      |                |              |       |

## Classifiche

### Piloti
| Pos. | Pilota             | Punti |
| ---- | ------------------ | ----- |
| 1    | Mario Andretti     | 12    |
| 2    | Ronnie Peterson    | 11    |
| 3    | Niki Lauda         | 10    |
| =    | Patrick Depailler  | 10    |
| 5    | Carlos Reutemann   | 9     |
| 6    | Emerson Fittipaldi | 6     |
| 7    | John Watson        | 4     |
| 8    | Alan Jones         | 3     |
| =    | James Hunt         | 3     |
| 10   | Jacques Laffite    | 2     |
| =    | Clay Regazzoni     | 2     |
| 12   | Didier Pironi      | 2     |
| 13   | Patrick Tambay     | 1     |

### Costruttori
| Pos. | Team                     | Punti |
| ---- | ------------------------ | ----- |
| 1    | Lotus-Ford Cosworth      | 21    |
| 2    | Brabham-Alfa Romeo       | 14    |
| 3    | Tyrrell-Ford Cosworth    | 11    |
| 4    | Ferrari                  | 9     |
| 5    | Fittipaldi-Ford Cosworth | 6     |
| 6    | McLaren-Ford Cosworth    | 3     |
| =    | Williams-Ford Cosworth   | 3     |
| 8    | Shadow-Ford Cosworth     | 2     |
| =    | Ligier-Matra             | 2     |